# Maggie Mae (brano musicale)
Maggie Mae o Maggie May è una canzone popolare di Liverpool. Composta nei primi anni del XIX secolo, è considerato come l'inno non ufficiale della città.

## Il brano

### Composizione e testo
Le liriche di Maggie Mae, brano composto certamente prima del 1830, parlano di una prostituta che deruba un marinaio, e che per questo viene condannata da un giudice. Alcune versioni del pezzo presentano un testo più esteso, con riferimenti più precisi al pagamento e a quando lei ed il protagonista si videro per la prima volta.

### I Beatles
Questa canzone popolare liverpooliana, suonata nei primi anni dai "quattro ragazzi di Liverpool", venne riesumata e registrata (in una sola take) nel corso delle Get Back sessions, più precisamente il 24 gennaio 1969 agli Apple Studios di Londra. Incisa in una pausa nel corso delle sedute di registrazione per Two of Us, con la sua durata di 39 secondi è la seconda canzone più breve della discografia beatlesiana, dopo Her Majesty dello stesso anno. Durante quelle sessioni di incisione, intercorse tra il 2 ed il 29 gennaio, Maggie Mae non venne più eseguita; furono svariati altri i pezzi tradizionali che vennero registrati: When the Saints Go Marching In, When You're Drunk You Think of Me, Turkey in the Straw, Rule, Britannia!, Hava Nagilah, God Save the Queen, Frère Jacques, First Call, Danny Boy, Balls to Your Partner, Baa, Baa, Black Sheep e Ach Du Lieber Augustin. Il 24, il produttore era George Martin, ed i fonici Glyn Johns e Neil Richmond. Il 13 marzo ci fu, agli Olympic Sound Studios di Londra, un primo mixaggio, sempre sotto la produzione di Martin, stereofonico, per l'abortito LP Get Back, realizzato da Johns. Oltre un anno dopo, il 26 marzo 1970 agli Abbey Road Studios, il nuovo produttore Phil Spector fece creare due nuovi mix stereo, quasi identici al precedente; i fonici, in questo caso, erano Peter Bown e Roger Ferris.
Maggie Mae apparve alla fine del lato A dell'LP Let It Be, venendo preceduta dalla celeberrima Let It Be; si pensa che questa posizione nella scaletta sia ad opera di John Lennon per declassare la traccia precedente. Ad aprire il lato B è I've Got a Feeling. Su una riedizione di Let It Be, intitolata Let It Be... Naked (2003), tra le tante modifiche apportate si annovera anche l'assenza di Maggie Mae e della jam-session Dig It, che vennero spostate sul bonus disc Fly on the Wall, non apparso in tutte le pubblicazioni del remaster.

#### Formazione
- John Lennon: voce, chitarra acustica
- Paul McCartney: seconda voce, chitarra acustica
- George Harrison: chitarra acustica
- Ringo Starr: batteria[2]

### John Lennon
John Lennon, molto legato a Liverpool, stranamente non ritornò in Gran Bretagna dalla sua partenza per gli States all'inizio degli anni settanta, registrò, nel 1979, una home version di Maggie Mae, apparsa sul box-set John Lennon Anthology (1998). La sua cover apparve sul primo disco, denominato "Ascot", tra Jealous Guy e How Do You Sleep?.

#### Formazione
- John Lennon: voce, chitarra acustica[2]

### Altre cover
La prima cover registrata nota di Maggie May è a opera del Vipers Skiffle Group nel marzo 1957; l'unica altra versione incisa con quel nome risale ad esattamente sette anni dopo, ed è interpretata dagli Spinners. Dopo la pubblicazione della cover dei Beatles, con il titolo di Maggie Mae, apparvero quella dei Laibach (1988), dei Monti Beton (2001), di C.W. Stoneking (2010) e i Nelson (2012)

### Annotazioni
1. ↑  Senza contare un live conclusivo, l'ultimo dei Fab Four, noto come Rooftop Concert, il 30 gennaio
2. ↑  Parte della melodia di Frère Jacques, assieme ad un minuscolo frammento del testo, era stata utilizzata dalla band sul brano Paperback Writer, scritto da Paul McCartney

### Fonti
1. 1 2 3 4  (EN) Maggie Mae, su beatlesbible.com, The Beatles Bible. URL consultato il 5 agosto 2014.
2. 1 2 3 4 5 6 7 8 9 10   Luca Biagini, Maggie Mae, su pepperland.it, Pepperland. URL consultato il 5 agosto 2014.
3. ↑   Hervé Bourhis, Il Piccolo Libro dei Beatles, Blackvelvet, 2012., pag. 88 - 90
4. ↑  (EN) Get Back/Let It Be sessions: complete song list, su beatlesbible.com, The Beatles Bible. URL consultato il 5 agosto 2014.
5. 1 2   Luca Biagini, Let It Be, su pepperland.it, Pepperland. URL consultato il 6 agosto 2014.
6. ↑  (EN) Let It Be... Naked, su beatlesbible.com, The Beatles Bible. URL consultato il 6 agosto 2014.
7. ↑  (EN) John Lennon Anthology, su beatlesbible.com, The Beatles Bible. URL consultato il 6 agosto 2014.
8. ↑  (EN) Cover versions of "Maggie Mae", written by Traditional, su secondhandsongs.com, SecondHandSongs. URL consultato il 6 agosto 2014.